# ブルカノ式噴火

ブルカノ式噴火: 1 噴煙柱, 2 火山礫, 3 溶岩泉, 4 降灰, 5 火山弾, 6 溶岩流, 7 溶岩と火山灰の層, 8
地層, 9 岩床, 10 火道, 11 マグマ溜り, 12 岩脈

ブルカノ式噴火（ブルカノしきふんか 英語: Vulcanian eruption）とは、火山の噴火様式のひとつである。ブルカノ式噴火は安山岩質マグマを噴出する火山に多く見られる。爆発的な噴火を伴い、火山灰、火山弾などを噴出するとともに、粘り気の強い溶岩が流出する。日本では浅間山、阿蘇山、桜島などの噴火がこれに該当する。

## 由来
名前の由来は、火山学者ジュゼッペ・メルカリが、イタリアのブルカノ火山噴火（1888–1890年）の際に「vulcanian」と使用したことから。 

## 特徴
50％以上が新鮮でない物質の大量の噴石、大抵102 - 106トンが排出される。噴火間隔は、1分以下から約一日まで変化する。溶岩流もブルカノ式噴火につきものである。ガス噴出段階では、散発的な大砲の様な爆発が特徴的である。これらのガスの爆発は超音速に達し、衝撃波を発生させる。